# Pedda nakkalapalem
Pedda nakkalapalem är en ort i Indien.   Den ligger i distriktet Prakasam och delstaten Andhra Pradesh, i den södra delen av landet, 1 500 km söder om huvudstaden New Delhi. Pedda nakkalapalem ligger 140 meter över havet och antalet invånare är 2 500.
Terrängen runt Pedda nakkalapalem är huvudsakligen platt. Pedda nakkalapalem ligger uppe på en höjd. Runt Pedda nakkalapalem är det ganska tätbefolkat, med 239 invånare per kvadratkilometer. Närmaste större samhälle är Vetāpālem, 17,9 km sydost om Pedda nakkalapalem. Trakten runt Pedda nakkalapalem består till största delen av jordbruksmark.